# Barvy šumu

## Technická definice
Názvy barev pro různé typy šumu byly vytvořeny jako přibližná analogie mezi jejich frekvenčním spektrem (zobrazeným na modrých diagramech) a spektrem barevného světla. Tedy spektrum „modrého šumu“ odpovídá spektru světla s modrým odstínem atd.
Telekomunikační slovník definuje bílý, růžový, modrý a černý šum.

## Bílý šum
Bílý šum  ukázka je náhodný signál (nebo proces) s konstantní výkonovou spektrální hustotou. Stejně široká frekvenční pásma mají tedy stejnou energii. Například rozsah frekvencí 20 Hz mezi 40 a 60 Hz má stejnou energii jako rozsah frekvencí mezi 4000 a 4020 Hz. Bílý šum dostal název podle analogie s bílým světlem, které obsahuje rovnoměrně zastoupené všechny frekvence. 

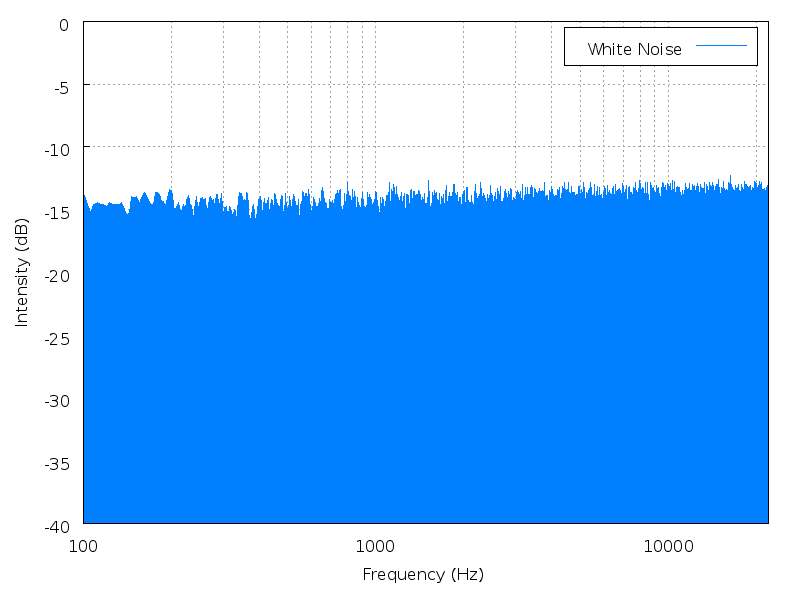
Spektrum bílého šumu

Nekonečný vlnový rozsah signálu bílého šumu je pouze teoretický, v praxi je šum označován jako „bílý“ pokud má ploché spektrum v definovném rozsahu frekvencí.

## Růžový šum
Růžový šum  ukázka také známý jako „1/f šum“ je signál nebo proces, jehož výkonová frekvenční hustota je přímo úměrná převrácené hodnotě frekvence. Tedy při zdvojnásobení frekvence klesne energie o 3 dB. Energie je stejná v pásmech stejně širokých v logaritmických souřadnicích, např. ve všech oktávách. To odpovídá logaritmickému charakteru lidského vnímání. Růžovým šumem se proto často testují zvukové systémy, aby se zjistilo, zda mají v celém rozsahu požadovaný přenos.
Svými vlastnostmi leží růžový šum mezi šumem bílým a červeným, tomu odpovídá i jeho název.

## Hnědý (červený) šum
Hnědý šum  ukázka je podobný růžovému šumu, ale s výkonovou frekvenční hustotou sníženou o 6 dB za oktávu se zvyšující se frekvencí (hustota je úměrná 1/f2) do rozsahu frekvencí, který nezahrnuje stejnosměrný proud (DC). Může být generován algoritmem, který simuluje Brownův pohyb nebo integrováním bílého šumu. Hnědý šum není pojmenován podle výkonového spektra které naznačuje hnědá barva, ale podle zkomolení z Brownova pohybu. Je také znám jako „náhodná procházka“ nebo „opilcova chůze“. (Nepleťme si ho ale s infrazvukovým hnědým znamením, které prý lidem způsobuje ztrátu kontroly nad jejich vnitřnostmi.)[zdroj?]

## Modrý (azurový) šum
Výkonová frekvenční hustota modrého šumu  ukázka (FS-1037C) se zvyšuje o 3 dB za oktávu se zvyšující se frekvencí (hustota je úměrná f ) do konečného frekvenčního rozsahu. V počítačové grafice je termín „modrý šum“ někdy užívaný volněji jako jakýkoli šum s minimální nízkou frekvencí bez výkyvů výkonu.
To může být dobrý zvuk pro úpravu chyb ve zvukových záznamech (Mitchell, 1987).

## Purpurový (fialový) šum
Výkonová frekvenční hustota purpurového šumu  ukázka se zvyšuje o 6 dB za oktávu s rostoucí frekvencí (hustota úměrná f2) do konečného rozsahu frekvencí. Je také znám jako odlišený bílý nebo fialový šum.

## Šedý šum
Šedý šum  ukázka je šum používaný k psychoakustice k měření křivky hladiny hlasitosti (křivka která znázorňuje vliv frekvence na hlasitost signálu, při kterém posluchač začne pociťovat konstantní hluk.> na obrázku) do stanoveného rozsahu frekvencí, takže zní stejně hlasitě na všech frekvencích. Někteří lidé říkají, že toto může být lepší definice bílého šumu než definice „stejný výkon na všech frekvencích“, protože bílé světlo nikdy nemá stejný výkon spektra, ale spíše může mít rozsah spektra.

## Červený šum
Červený šum má více než jednu definici:
1. Synonymum pro hnědý šum
2. Synonymum pro růžový šum
3. Oceánský okolní šum (to je šum ze vzdálených zdrojů) je často popisován jako „červený“ kvůli selektivní absorpci vyšších frekvencí oceánem

## Oranžový šum
Oranžový šum je skoro-stálý šum s ohraničeným výkonovým spektrem s omezeným počtem malých skupin nul rozptýleným rovnoměrně po celém spektru. Tyto skupiny nulové energie jsou soustředěny okolo frekvencí muzikálních not v jakékoli stupnici. Protože všechny sladěné hudební noty jsou eliminovány, zbývající spektrum se zdá být složeno z trpkých, citrónových a „pomerančových“ (Orange) not. Oranžový šum je nejjednodušeji vyprodukovatelný místností, která je plná žáků první třídy vybavených plastovými zobcovými flétničkami.

## Zelený šum
1. Zelený šum je pravděpodobně podkladový zvuk Země. Výkonové spektrum zprůměrované z několika míst. Spíše jako růžový šum navíc s hrbolem okolo 500 Hz
2. Střední frekvence bílého šumu
3. Ohraničený hnědý šum

## Černý šum
1. Ticho
2. Šum se spektrem 1/fx, kde x > 2 . Používaný k modelování různých procesů vyskytujících se v životním prostředí. Říká se, že to je charakteristika „přírodních a nepřírodních katastrof jako povodně, sucho, stagnace nebo různé poruchy, jako např. výpadky elektrického proudu“. Dále prý kvůli jejich černému spektru tyto katastrofy často přicházejí ve skupinách.
3. Šum, jehož spektrum má nulový výkon ve všech frekvenčních pásmech kromě několika úzkých pásem či špiček. Příkladem černého šumu v systému pro přenos faxů je spektrum, které vzniká při skenování černého papíru, na kterém je několik náhodných bílých teček. Během skenování se tak v časové oblasti vyskytne několik náhodných pulsů.
4. Výstup z aktivního systému pro potlačování šumu, který vyruší existující šum a vytvoří prostředí bez šumu. Komiksová postava Iron man míval „paprsek černého světla“, který mohl stejně tak zatemnit místnost. Populární sci-fi má tendence vylíčit aktivní boj proti hluku v tomto světle.
5. Podle prospektů k ultrazvukovým odpuzovačům hmyzu je to šum s výkonovou hustotou, která je konstantní pro omezený rozsah frekvencí nad 20 kHz. Tedy ultrazvukový bílý šum. Tento černý šum je analogický takzvanému černému (ultrafialovému) světlu s frekvencemi příliš vysokými na zaznamenání, ale schopnými ovlivnit okolí.